# حرية الأديان في سوريا
ينص دستور الجمهورية العربية السورية على حرية الدين.  لدى سوريا دستوران؛ الأول صدر عام 1973 م بينما صدر الثاني في عام 2012م من خلال إجراء استفتاء رفضته مجموعات المعارضة التي ترى أن التصويت قد تم تزويره.
أدينت سوريا «إدانة دولية » بسبب انتشار مزاعم حول معاداة السامية، كما اتهمت الكثير من الدول الحكومة السورية بإثارة الفتنة والطائفية بين المسلمين السنة والشيعة من خلال وسائل الإعلام التابعة لها.

## تاريخ الدستور (1973)
في 8 آذار 1963 أطاحت القوات المسلحة السورية بحكومة الانتداب الفرنسي على سوريا خلال ما عُرف بثورة الثامن من آذار. بعد ذلك بوقت قصير أبدت الجماعات الإسلامية معارضتها  للسلطة الحاكمة آنذاك بشأن الدستور بما في ذلك حزب البعث أحد المشاركين في الثورة على الاستعمار الفرنسي. سياسات حزب البعث كانت محطّ أنظار الجميع ولفت انتباه دول العالم بسبب معارضته لما سمّاه «الدين القديم» الذي يستغل النظام الاجتماعي وقهر الضعفاء من العامة من أجل السيطرة على الشعوب. تأثر قادة وزعماء حزب البعث بخليط من الأفكار الراديكالية القادِمة من توماس هوبز كما تأثروا  بالماركسية فيما يخص وجهات نظره حول الدين. بالرغم من ذلك وبالرغم من تمكن حزب البعث من الوصول للسلطة فدستور الدولة السورية قائم بحد ذاته على الشريعة الإسلامية التي تُعتبر المصدر الرئيسي للتشريع. لكن وفي المقابل فهناك عدد كبير من علماء وشخصيات السنة الذين يرون أن الحزب قد قام بعلمنة البلد ولم يعد ذلك الطابع الإسلامي كما كان من قبل.
ضغط الإسلاميون على الدولة مطالبين بإلغاء وإزالة جميع القوانين التي تتعارض مع الإسلام باعتباره الدين الرسمي في سوريا، كما طالبوا فيما بعد بضرورة الاعتماد على الشريعة وفهم عناصرها الأساسية ومن ثم بناء وتأسيس باقي القوانين على ما جاءت وعلى ما نصت عليه.
منذ تأسيس سوريا الحديثة؛ طغت التوترات الطائفية على السطح حيث كان هناك «نزاع خفي» بين كل من الأغلبية السنية والأقلية الشيعة ثم العلويين والمسيحيين. في عام 1973م قامت سوريا بصياغة دستور جديد بعد مطالب شديدة من المعارضة توصي بالاعتماد على الشريعة الإسلامية أكثر فأكثر. تم إقرار الدستور الجديد بأغلبية خلال التصويت في مجلس الشعب وذلك في نهاية كانون الثاني/يناير 1973م.  وقد رأى بعض العُلماء وعامة الناس أن الدستور الجديد لم يُحقق مطالب المعارضة بل سحقها حيث أصبح أكثر علويا أو على الأقل أكثر علمانية. خلال تلك الفترة وبالتحديد في شباط/فبراير من نفس العام نظمت الجماعات الإسلامية عدة مظاهرات أعقبها أعمال شغب خاصة في المحافظة ذات الأغلبية السنية في مدن مثل حماة وحمص.
قُتل العديد من المتظاهرين فيما أصيب العشرات خلال اشتباكات بين القوات والمحتجين. بعد كل هذه المظاهرات اقترحت الحكومة مشروع ميثاق معدل يقضي بضرورة «إسلامية» الرئيس الحاكم للبلد كما ينص على أن الشريعة الإسلامية هي المصدر الرئيسي للتشريع. دخل في يوم 13 مارس من عام 1973 الدستور الجديد (الذي تم تعديله في عام 2012) حيز التنفيذ،  فأعلنت الفقرة 2 من المادة 3 أن الشريعة الإسلامية هي مصدر التشريعات القانونية ولكنها ليس «المصدر المطلق». يرى المحلل برنارد بوتيفو أن سياسة حزب البعث واضحة في هذا المجال فهو يقول: «الإسلام هو واحد من المكونات الأساسية للدولة ... يشترط أن يكون موجودا في الجوانب الدينية وليست السياسية.» يُفسر الشيخ محمد حبش هذا الحكم الذي أحدثه النظام البعثي قائلا: «بالنسبة لحكومة البعث؛ المصدر الرئيسي للقانون هو الشريعة الإسلامية ولكنه ليس المصدر الوحيد بل إن هناك مصادر أخرى تحظى بشعبية وبتوافق شعبي كبير يُمكن الاعتماد عليها أو الرجوع إليها عند إنفاذ القانون.»

## التوزيع الديني والعرقي
يتجاوز عدد سكان سوريا الـ 18 مليون نسمة وهم مزيج عرقي-ثقافي-ديني متميز داخل المجتمع. تسعين في المئة من السوريين عربيي الهوية؛  فيما تتوزع في التسعة من المئة كل من الأكراد، الأرمن، الشركس ثم تركمان سوريا وباقي الهويات. وتُشير التقديرات إلى أن المسلمين السنة يشكلون أربعة وسبعين في المئة من إجمالي عدد سكان سوريا؛ فيما يُمثل الشيعة أقل من ستة عشر في المئة من مجموع السكان يتوزعون بين الشيعة الإثني عشرية ومختلف فروع الإسلام الشيعي – العلويون، والدروز ثم الاسماعيليون. تُعد طائفة العلويون حتى الآن أكبر فئة داخل مجتمع من غير المسلمين السنة. ويقدر عددهم بأحد عشر في المئة من إجمالي عدد السكان. ويُشكلُ المسيحيين من مختلف الطوائف كالكنائس الأرثوذكسية الشرقية، الكنائس الكاثوليكية الشرقية جنبا إلى جنب مع القليل من البروتستانت عشرة في المئة من السكان. اختفى "المجتمع اليهودي" من دولة سوريا العربية نتيجة الهجرة باتجاه فلسطين منذ بداية عام 1990. ففي عام 1993 لم يكن في سوريا سوى 3,655 يهوديا موزعين داخل 584 أسرة في مختلف المحافظات السورية.

## قوانين الأحوال الشخصية
في سوريا؛ هناك نوعان من النظم القضائية: نظام قضائي علماني وديني. فالمحاكم العلمانية تنشط في القضايا العامة والقانون المدني والقانون الجنائي، أمّا المحاكم الدينية فتمارس الولاية القضائية المتخصصة وتنقسم إلى محاكم شرعية عقائدية ومحاكم روحية. بالنسبة لقانون الأحوال الشخصية فهو من اختصاص «محاكم علمانية» أما المحاكم فتقوم بتنظيم الخلافات بين السوريين المسلمين كما تضمن الأحوال الشخصية للمسلمون الدروز.
يُمكن للمحاكم الدينية أيضا تسوية مسائل الأحوال الشخصية بالنسبة لليهود، المسيح ومجموعات أخرى غير مسلمة. ومع ذلك ففي عام 2016 شجعت منطقة الإدارة الكردية في شمال سوريا -المستقلة بحكم أمر الواقع لا غير- على الزواج المدني باعتبارها خطوة نحو علمانية المجتمع المفتوح كما سمحت بالتزاوج بين الناس من مختلف الخلفيات الدينية.

## الأوقاف العامة
الثاني عنصر الترجيح الدينية الجماعية في تقرير المصير بموجب المادة 35 من الدستور السوري هو القدرة على التحكم والإدارة العامة الوقف. إتاحة مؤسسة الوقف ليس كثيرا ابتكار جديد من الدولة السورية، لكن من استمرار الممارسات القديمة التي لها جذور في البيزنطية والساسانية الثقة القانون. أساسا الأمويين والعثمانيين وضعت ما يمكن في الوقت الحاضر يعتبر العرف الدستوري. للمؤرخين مؤسسة الوقف الأساس بكثير من ما يعتبر الحضارة الإسلامية.

### الأوقاف الإسلامية
في عام 1947 تم تشكيل إدارة الأوقاف السورية برئاسة مجلس الوزراء. ترشح لأول مرة في تاريخ سوريا أعضاء المجلس الأعلى للأوقاف لكنهم لم يحصلوا على أي صوت. تم تعديل بعض بنود القانون عام 1961 ليدخل حيز التنفيذ. تلك التعديلات قلصت من سلطة المجلس الأعلى بل قلصت من صلاحياته بحلول عام 1965.
وعلى الرغم من ذلك فقد بقيت أبرز القيادات الإسلامية السنية في مركزها وفي نفوذها في وزارة إدارة الأوقاف التي كانت ذات أهمية خلال تلك الفترة. أمّا اليوم فاختصاصات وزارة الأوقاف تشمل جملة أمور معدودة: إدارة الثروة (ممتلكات الدولة السورية). الإفتاء، [بحاجة لمصدر] إدارة المساجد والمدارس، تطبيق الشريعة، السيطرة النسبية على بعض وظائف الدولة ثم إعداد مشاريع القوانين البرلمانية. الوقف الإدارة كجزء من وزارة الأوقاف، يتكون نصف العلمانية

## اعتماد التغيير ونبذ الدين
يتمتع السوريون بحرية المشاركة والانخراط في النشائط العقائدية والشعائر الدينية بموجب القانون حسب المادة 35 من الدستور السوري الذي يُؤكد أن حرية العقيدة مكفولة [...]." لكن وبالرغم من ذلك فالدستور لا يكفل حرية تغيير الدين أو اعتماد الآراء الإلحادية. لا توجد عقوبات رسمية بموجب القانون السوري بخصوص الردة من الإسلام أو من أي دين آخر، فكما ذُكر من قبل فالدستور السوري ينص على أن "تكفل الدولة حرية الشعائر الدينية [ ... ]"

### التحسينات والتطورات الإيجابية في احترام الحرية الدينية
في 24 يونيو 2007 دعا المفتي الشيخ أحمد بدر الدين حسون اليهود من أصل سوري بالعودة إلى سوريا مدعيا أن المعابد اليهودية ظلت كما كانت ولا زالت تحت تصرف أصحابها. في حقيقة الأمر لم تكن هناك أي زيادة ملحوظة في عدد اليهود في سوريا بالرغم من كل محاولات الحكومة في استرجاعهم وحثهم على دخول البلد.
في 14 آذار/مارس 2007 وخلال محاضرة في جامعة دمشق دعا المفتي أحمد بدر الدين حسون مجددا إلى تعديل القوانين التي تتعلق بجرائم الشرف كونها تنتهك روح القانون الإسلامي.

### الحرية الدينية منذ الثورة
منذ بدء الانتفاضة في سوريا نمت الصراعات الطائفية في البلاد بشكل متزايد مع انقسام حاد بين المسلمين الشيعة والمسيحيين. بشكل عام؛ تدعم الحكومة السورية المسلمين وبخاصة الشيعة بعد التدخل الإيراني في الحرب الأهلية. على النقيض من ذلك يدعم الجيش السوري الحر طائفة المسلمين السنيين. بالنسبة لليهود فهم قلائل؛ ولم يلعبوا دورا هاما في الثورة.

### الانتهاكات والتمييز
نٌشرت عشرات التقارير المتفرقة والتي أكدت على اندلاع توترات بين الجماعات الدينية والطائفية في كل فترة من الفترات؛ بل أكدت بعض التقارير على أن تلك الطوائف أصبحت تتنافس فيما بينها على المستوى الاقتصادي بدلا من الانتماء الديني.
في آذار/مارس 2007 صدرَت بعض التقارير التي أكدت حصول أعمال شغب في محافظة الحسكة بين مسيحيين ومسلمين أكراد. أشارت نفس التقارير إلى مقتل ثلاثة أشخاص، ومن غير الواضح ما إذا كان سبب الصراع سبب ديني بحت أم غير ذلك.
لا تحتفظ الدولة السورية بإحصاءات رسمية حول أعداد جرائم الشرف ولكن وسائل الإعلام المحلية تُصدر في كل مرة تقارير عن هذا الموضوع. أبرز قضية كانت في 31 يناير/كانون الثاني 2007 عندما قام شقيق الزهراء عزو باختطافها واغتصابها ثم اضطر للهرب رفقة صديق من العائلة. يُعتقد أن حالات جرائم الشرف أعلى بكثير في المناطق الريفية. جدير بالذكر هنا أن التقاليد الاجتماعية والدينية واللاهوتية تمنع التحول من دين إلى آخر وبخاصة "الانتقال من دين الإسلام إلى دين آخر.

### حظر تغطية الوجه
في 21 تموز/يوليو 2010 أمرت الحكومة في دمشق بحظر تغطية الوجه باستعمال النقاب في الجامعات العامة والخاصة وسط مخاوف من تزايد التطرف الإسلامي بين الشباب والطلبة المسلمين كما تم منع المئات من المعلمات من ارتداء النقاب داخل المدارس والجامعات حتى لا يُؤثرن في باقي الطالبات.